# Noroeste do México
O Noroeste do México é uma das 8 regiões de dito país formada pelos estados de Baja California, Baja California Sur, Chihuahua , Durango, Sinaloa e Sonora. Limita ao norte com os Estados Unidos, ao leste com Coahuila e Zacatecas e ao sul com Jalisco e Nayarit. Com 15.155.744 habitantes em 2015 é a terceira região mais povoada —por trás do Centrosul e Oriente—, com 753.686 km², a mais extensa, e com 20,1 hab/km², a menos densamente povoada.

## Estados
| Baja California | Baja California Sur | Chihuahua | Durango | Sinaloa  | Sonora     |
|                 |                     |           |         |          |            |
| Mexicali        | La Paz              | Chihuahua | Durango | Culiacán | Hermosillo |

## Descrição
| Noroeste do México  |        |            |                  |                      |                  |                     | |                                      |                                    |                            |
| Estado              | Escudo | Capital    | Superfície (km²) | Número de municípios | População (2010) | Cidade mais povoada | Outras cidades importantes                                                                            | Portos                               | Pueblos Mágicos                    | Fuso horário               |
| Baja California     |        | Mexicali   | 71,546           | 6                    | 3,155,070        | Tijuana             | EnsenadaTecateRosaritoSan QuintínSan Felipe                                                           | EnsenadaSan Felipe                   | Tecate                             | Tempo de Pacífico (UTC -8) |
| Baja California Sur |        | La Paz     | 73,909           | 5                    | 637,026          | La Paz              | San José do CaboCabo San LucasCiudad ConstituiçãoLoretoGuerreiro NegroSanta RosalíaCiudad Insurgentes | La PazSan José del CaboSanta Rosalía | Todos SantosLoreto                 | Tempo de montanha (UTC -7) |
| Chihuahua           |        | Chihuahua  | 247,487          | 67                   | 3,406,465        | Ciudad Juárez       | Delicias [es]CuauhtémocParralNuevo Casas Grandes                                                      | Sem litoral                          | BatopilasCreel                     | Tempo de montanha (UTC -7) |
| Durango             |        | Durango    | 123,367          | 39                   | 1,632,934        | Durango             | Gómez PalacioCiudad LerdoSantiago Papasquiaro                                                         | Sem litoral                          | MapimíNombre de Dios               | Tempo de centro (UTC -6)   |
| Sinaloa             |        | Culiacán   | 57,331           | 18                   | 2,767,761        | Culiacán            | MazatlánLos MochisGuasaveGuamúchil                                                                    | MazatlánTopolobampoAltata            | El FuerteCosaláEl Rosario Mocorito | Tempo de montanha (UTC -7) |
| Sonora              |        | Hermosillo | 184,946          | 72                   | 2,662,480        | Hermosillo          | Ciudad ObregónNogalesSan Luis Rio ColoradoNavojoaGuaymas                                              | GuaymasPuerto Peñasco                | ÁlamosMagdalena del Kino           | Tempo de montanha (UTC -7) |

## Demografia

### Municípios mais povoados
| Municípios com mais de 100,000 habitantes (2010) |                       |        |                       |        |           |
| Posição                                          | Município             | Escudo | Cabeceira Municipal   | Estado | População |
| 1                                                | Município de Tijuana  |        | Tijuana               | México | 1,559,683 |
| 2                                                | Juárez                |        | Ciudad Juárez         | México | 1,332,131 |
| 3                                                | Mexicali              |        | Mexicali              | México | 936,826   |
| 4                                                | Culiacán              |        | Culiacán Rosales      | México | 858,638   |
| 5                                                | Chihuahua             |        | Chihuahua             | México | 819,543   |
| 6                                                | Hermosillo            |        | Hermosillo            | México | 784,342   |
| 7                                                | Durango               |        | Durango               | México | 582,267   |
| 8                                                | Ensenada              |        | Ensenada              | México | 466,814   |
| 9                                                | Mazatlán              |        | Mazatlán              | México | 438,434   |
| 10                                               | Ahome                 |        | Los Mochis            | México | 416,299   |
| 11                                               | Cajeme                |        | Ciudad Obregón        | México | 409,310   |
| 12                                               | Gómez Palacio         |        | Gómez Palacio         | México | 327,985   |
| 13                                               | Guasave               |        | Guasave               | México | 285,912   |
| 14                                               | La Paz                |        | La Paz                | México | 251,871   |
| 15                                               | Los Cabos             |        | San José del Cabo     | México | 238,487   |
| 16                                               | Nogales               |        | Nogales               | México | 220,292   |
| 17                                               | San Luis Río Colorado |        | San Luis Río Colorado | México | 178,380   |
| 18                                               | Navojoa               |        | Navojoa               | México | 157,729   |
| 19                                               | Cuauhtémoc            |        | Cuauhtémoc            | México | 154,639   |
| 20                                               | Guaymas               |        | Guaymas               | México | 149,299   |
| 21                                               | Lerdo                 |        | Ciudad Lerdo          | México | 141,043   |
| 22                                               | Delicias [es]         |        | Delícias              | México | 137,935   |
| 23                                               | Navolato              |        | Navolato              | México | 135,603   |
| 24                                               | Hidalgo del Parral    |        | Parral                | México | 107,061   |
| 25                                               | Tecate                |        | Tecate                | México | 101,079   |

## Lugares de interesse

### Baja California

#### Mexicali

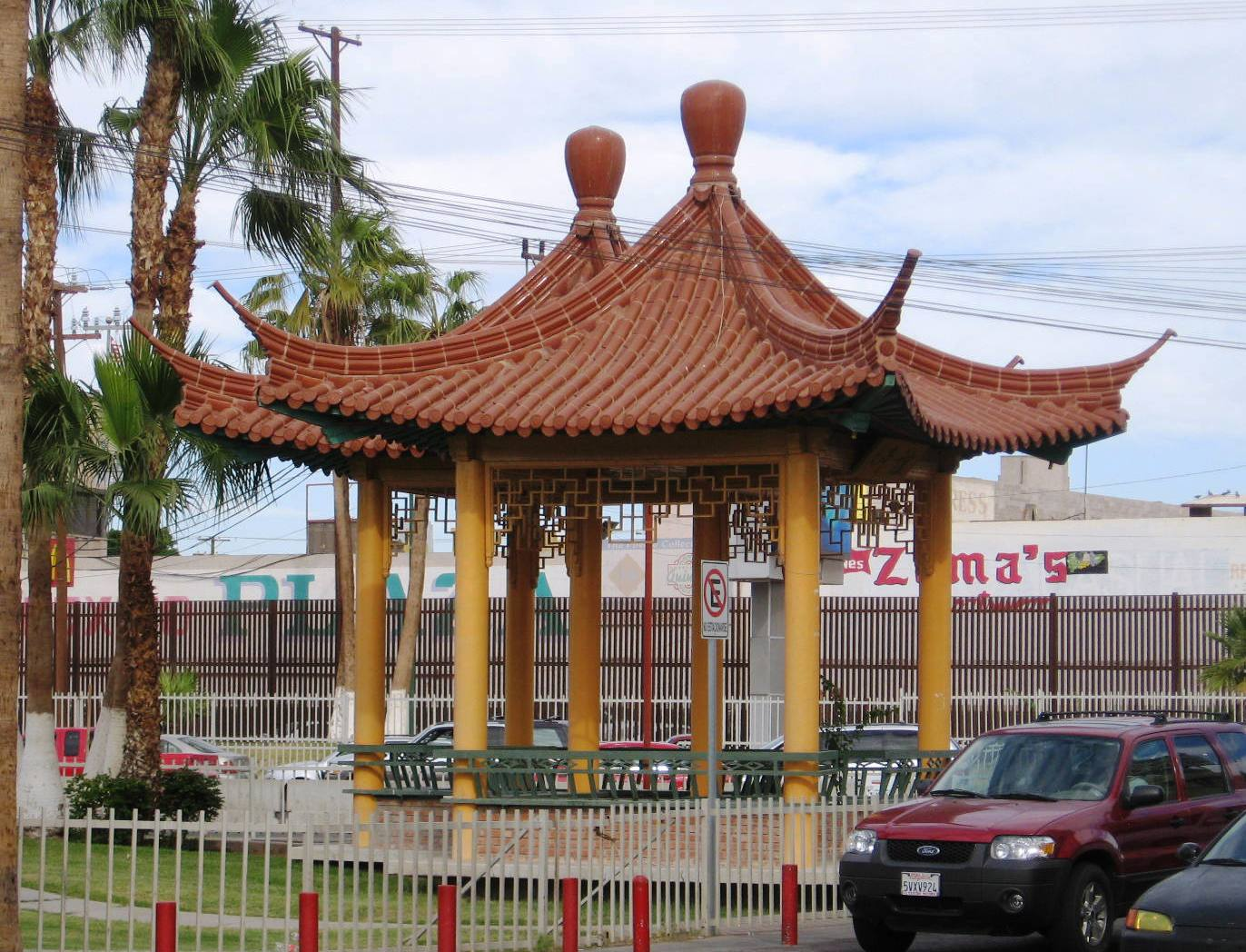
Praça da Amizade, pagoda localizada antes do cruzamento fronteiriço com os Estados Unidos

É a cidade capital do estado de Baja California.  A cidade é cabeceira do local do mesmo nome e conhece-se-lhe entre outros epítetos como a Cidade que capturou ao Sol.  O seu lema é "Terra Cálida", que faz referência às altas temperaturas que se registam durante o verão e à hospitalidade dos seus habitantes. É a cidade mais setentrional da América Latina.
Desde a sua fundação, a cidade tem tido uma grande imigração chinesa, por isso, a maior colónia chinesa na América Latina, chamada popularmente La Chinesca [es], se encontra nesta cidade, isto se vê refletido na comida tradicional de Mexicali.

### Baixa Califórnia Sul

#### Município dos Cabos
Principal destino turístico do estado de Baja Califórnia Sul. Entre as cidades de San José del Cabo e Cabo San Lucas forma-se o corredor turístico de Los Cabos.

### Chihuahua

#### Creel
A Serra está conformada pela zona mais setentrional da Sierra Madre Ocidental, que no território de Chihuahua atinge sua maior altura, no Cerro Mohinora com 3,300 msnm. Compreende um terço da superfície do estado e é uma zona muito acidentada de grandes montanhas e barrancas, coberta de espesos bosques de coníferas, a excepção do fundo das barrancas, que devido à pouca altitude têm um clima e vegetação tropical durante o verão e clima temperado durante o inverno. As temperaturas no fundo das barrancas podem superar os 40 °C em verão e muito rara vez caem a menos 0 °C no inverno, enquanto nas partes altas o clima é semi frio com máximas que não superam os 25 °C em verão e que podem chegar a cair por abaixo dos -20 °C no inverno. A preciptación média anual desta zona varia entre os 750-900 mm anuais, agrupadas principalmente nos meses de maio a setembro. Nos meses de novembro a março é comum que se registem nevadas que variam em intensidade segundo a altitude. É uma zona de grande riqueza maderera e mineira, habitada pelos grupos indígenas do estado, que são uns dos as suas principais atractivos turísticos. Na Serra encontram-se a Barranca do Cobre e a Cascata de Basaseachi, ambos lugares turísticos de fama nacional e mundial.

### Durango

#### Centro Histórico da cidade de Durango
O Centro Histórico da cidade de Durango conta com para perto de mil edifícios construídos em séculos passados, com estilos muito diversos que van desde o neoclássico e barroco até neogótico. Caminhar pelas formosas ruas do centro é como percorrer um enorme museu de arquitectura ao ar livre, com formosas obras de arte a cada lado do caminho. A quantidade dos as suas edifícios históricos e a beleza de sua arquitectura têm feito que organismos internacionais recomendem a Durango como uma cidade que poderia ser considerada património da humanidade.

### Sinaloa

#### Culiacan
Cidade capital do município do mesmo nome, localiza-se na região centro do estado de Sinaloa. Os rios Humaya, Tamazula e Culiacan são as suas principais afluentes de água doce os quais cruzam a cidade mantendo um precioso meio ecológico ao longo das suas riberas, razão pela qual Culiacan é agora conhecida como A Cidade Jardim do México. O município conta com uma grande diversidade de atractivos naturais como o são os banhados de Ensenada do Pavilhão, Bahia Quevedo, Península Lucenillas e Ponta San Miguel formosas praias como são As Praias de Ponce, Las Arenitas, Cóspita, Lo Conchal e La Puntilla.
Nas zonas rurais e nos destinos Senhoriais existe uma grande variedade gastronómica, formosas tradições e grandes manifestações de fervor religioso além de lugares arqueológicos e represas onde se pode praticar canoagem, ski aquático e pesca de água doce. Por isto e mais, Culiacan é “O Edén do Turismo”.

#### Mazatlán
Este incomparável porto é um dos destinos turísticos mais importantes do país. Situado numa formosa enseada do Pacífico. A temperatura fluctua entre os 10 e 35.º C (60 e 90.º F), dependendo da época do ano.
Mazatlán tem uma rica história de duraznos. Durante milhares de anos, antes da chegada dos espanhóis em 1531, os indígenas migraram a esta região seguindo a caça. As tribos nahuas chamaram a esta região costeira "terra do veado" devido às manadas que migravam pela costa.
Mazatlán goza de um rico e enraizado legado cultural. Desde o momento que chegue poderá desfrutar da tambora de Sinaloa, a música tradicional de Mazatlán. Durante a temporada de Quaresma, Mazatlán celebra um dos melhores carnavais do país. Esta tradicional celebração inclui desfiles, coroacões, fogos de artificío, artesanato, eventos musicais e florais, festas nas ruas e feiras gastronómicas.

### Sonora

#### Hermosillo

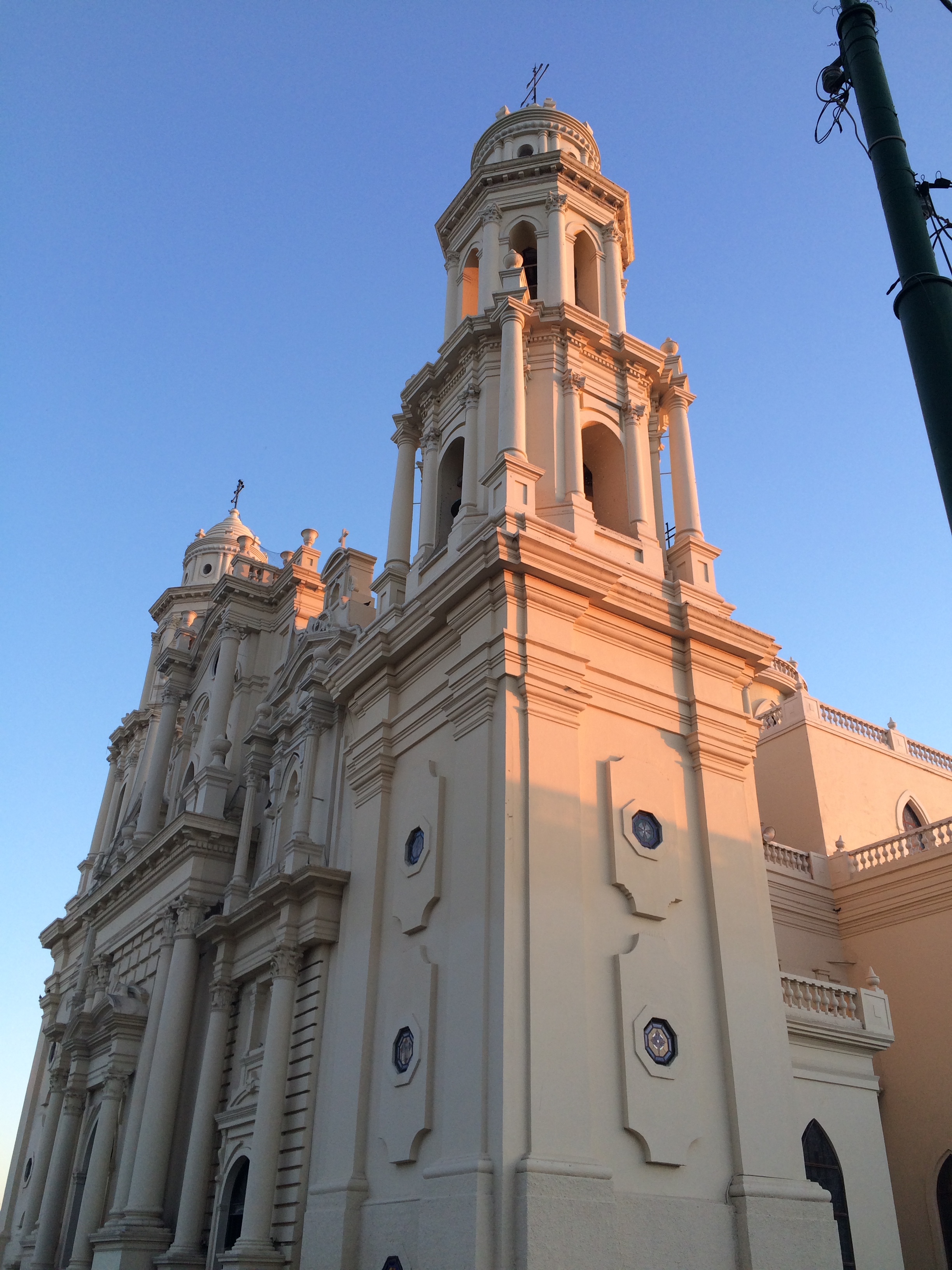
Catedral de Hermosillo

O estado de Sonora está situado no noroeste do México, na América do Norte. A sua costa é banhada pelo Mar de Cortés no Golfo da Califórnia; isto é, o mar sonorense é um mar interior mexicano, ligado pelo Sul com o Oceano Pacífico. Sonora encontra-se assim vinculado à denominada "Bacia do Pacífico" que oferece amplas possibilidades de desenvolvimento económico e múltiplos reptos e oportunidades de aproveitamento sustentável dos seus recursos naturais. A suas fronteiras com os Estados de Arizona e Novo México permitem múltiplas conexões económicas, culturais e políticas com os Estados Unidos. São três os estados mexicanos que têm ligação terrestre com este estado: Baja California, ao oeste; Chihuahua, ao leste e Sinaloa, ao sul; enquanto o Estado de Baja Califórnia Sul tem com Sonora limites marítimos. Sonora encontra-se situada numa faixa climática do hemisfério norte na que se formaram diversos desertos em torno do globo terrestre. Se seguimos o paralelo 30° de latitude norte através de um planisfério da Terra, poderá ver-se que o estado está situado na mesma latitude que os desertos da África do Norte, Arabia Saudita, Iraque, Kuwait e mais.

#### Vale do Baixo Colorado e a Planície

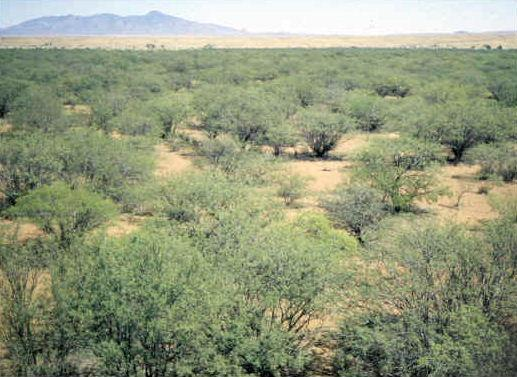
Vista típica do Deserto de Sonora

Sonora é um Estado montanhoso por encontrar na vertente exterior da Sierra Madre Ocidental. Apresenta uma marcado declive para o Golfo da Califórnia, que baixa de uma altura que na Serra de Álamos (2,000 msnm). As serranias estão orientadas no sentido Sul-Sudeste e Norte-Nordeste entre as quais se formam vales longitudinais às margens dos rios, que às vezes se cortam por falécias e alcantilados, para se abrir com maiores dimensões ao aproximar à costa, até terminar em paramos ou desertos que adquirem a sua maior extensão nos municípios de Pitiquito e Caborca, o que determina duas zonas definidas: uma montanhosa e a outra de terreno plano. A primeira, além de possuir nas margens dos rios fertéis vales com abertas planícies nos peões altos, podendo citar-se entre estas últimas as dos municípios de Yécora,  Villa Hidalgo (Sonora) e Cananea. A segunda zona, à medida que aproxima-se à costa, vai adquirindo maior extensão, até terminar em paramos ou desertos hostil à vida pelo seu clima e constituição geológica.